# Federația de Box din Moldova
Federația de Box a Republicii Moldova  a fost înființată la 22 ianuarie 1993 și este unica structură din țară, abilitată să gestioneze boxul ca gen de sport. 
Președinte al Federației și Președinte al Prezidiului, maestru în sport la box, omul de afaceri - Vasile Chirtoca.
Structura organizațională a Federației constă din următoarele organe: 
- Conferința membrilor
- Prezidiul Federației
- Președintele Federației
- Secretarul general
- Departamentul box Olimpic
- Departamentul box profesionist
- Comisia de cenzori
- Consiliul de observatori
- Consiliul de justiție

## Istoria boxului în Republica Moldova
Primele competiții de boz în Moldova au avut loc în anul 1947, când s-a desfășurat primul campionat, sub cerul liber al Chișinăului, de box al republicii. Printre câștigătorii săi se numără și Mihail Agulnicov. Câștigătorii campionatelor și Spartachiadei Uniunii Sovietice au fost V. Peata, V. Dolgov, A. Nefiodov, G. Șimanschii, G. Cocurin, A. Avdeev, S. Bocal, frații S. și Timofei Screabin, V. Trubițin, S. Creicunov și alții. Timofei Screabin de două ori a devenit campion și de două ori – medaliat cu bronz la Campionatele URSS, a obținut bronzul la Jocurile Olimpice din Seul și la Cupa Mondială, argintul la Campionatul Europei.
Începând cu 1956, boxerii din Moldova au participat la toate competițiile importante și au ocupat locuri de frunte, revenind acasă cu medalii și premii. Prima victorie a fost onorabilul loc trei, care a fost ocupat în clasamentul pe echipe la competiția uniunii sovietice. Victoriile au urmat și la Prima Spartachiadă a popoarelor URSS, unde Iurei Muzlaev și Boris Savcenco au obținut rezultate frumoase.
Victoria răsunătoare a fost însă înregistrată la Jocurile Olimpice de la Seul din 1988, unde Timofei Screabin a câștigat medalia de bronz. Alte victorii au fost înregistrate de Vitalie Grușac – Sidney, 2000 și Veaceslav Gojan – Beijing, 2008. La Cupele mondiale – 4 medalii: de argint – Veaceslav Gojan și Victor Cotiujanschii, de bronz – Timofei Screabin și M. Muntean.
Boxerii din Moldova au concurat la Jocurile Olimpice  din anii 1996-2000-2004-2008-2012: la trei olimpiate ei au obținut trei medalii de bronz la Sydney, ZMS Vitalie Grușac; două de argint I. Somoilenco; pe una de aur Veaceslav Gojan, Octavian Țîcu și Vasile Belous.
Unul dintre cei mai titrați sportivi din Republica Moldova este Veaceslav Gojan, medaliat cu bronz la Jocurile Olimpice de la Beijing, campion și vicecampion european și finalist la Cupa Mondială. D. Galagoț a devenit finalist la Campionatul European, I. Samoilenco, I. Gaivan, P. Cebanu, V. Cotiujanschi, V. Belous și A. Rîșcan au câștigat bronzul. Bronzul la Cupa Mondială a fost cîștigat de V. Cotiujanschi și M. Muntean. D. Galagoț și A. Rîșcan au devenit medaliați cu bronz la Universiada Mondială. La Campionatul European din 2014, Moldova a ocupat primul loc pe echipe: A. Rășcan și Veaceslav Gojan au devenit campioni, D. Galagoț, V. Belous, V. Carapcevschi și V. Ialîmov au devenit medaliați cu bronz. M. Muntean a devenit finalistul Campionatului Mondial în rândul studenților, I. Conobeev, A. Rîșcan, D. Ursu, V. Belous, D. Galagoț, A. Usatenco au devenit medaliați cu bronz. Locurile secunde la Cupa Europei au fost câștigate de V. Cotiujanschi, O. Țîcu, I. Gonța și Vitalie Grușac, al treilea - de I. Samoilenco, O. Lesnic, R. Baranov, A. GrușevsChi și A. Godlevschi. Cu argint la Campionatul European (19-22), P. Ceban, medaliat cu bronz -. Finalistul campionatului și al Cupei Europene printre elevi a fost A. Arnaut și V. Carapcevschi, medaliat cu bronz - V. Cheleș, V. Cîrma, A. Andreev, D. SuhodolsChi, V. Cotiujanschi și V. Berzoi. Campionul Jocurilor Mondiale de Arte Marțiale a fost V. Belous, bronz la G. Șapoval. Campionii Jocurilor Balcanice au fost I. Gonța, Vitalie Grușac și V.  Țeberneac.
Finalistul campionatului și al Cupei Europene printre elevi au fost A. Arnaut și V. Carapacevschi, medaliat cu bronz - V. Cheleș, V. Cîrma, A. Andreev, D. Suhodolschi, V. Cotiujanschi și V. Berzoi. Campionul Jocurilor Mondiale de Arte Marțiale a deveni V. Belous, bronz a obținut G. Șapoval. Campionii Jocurilor Balcanice au deveni I. Gonja, Vitalie Grușac și V. Țeberneac.
Medaliații cu bronz la Jocurile pentru juniori de la Singapore au devenit D. Svareșuc, iar la Campionatul Mondial de Tineret - A. Andreev. Campionul european de tineret a devenit D. Bucșa, vicecampion - I. Ivanov, bronzul a fost câștigat de V. Gavriliuc, M. Cvasiuc și A. Rîșcan. Medaliatul cu argint al Campionatului Mondial de juniori a devenit V. Ialimov și V. Țugui, bronz - P. Ceban și M. Cvasiuc. Campioana europeană printre juniori a devenit V. Țugui; medalii de argint au fost obținute de D. Bucșa, V. Țugui, A. Paraschiv, V. Casîm și de două ori A. Rîșcan; bronz - T. Lavric, V. Bejenari, A. Vîschebeț, D. Bucșa, I. Lupu, S. Cîțcun, V. Carajian și V. Pitula. Campionii europeni printre școlari au devenit A. Rîșcan, V. Bodărău și M. Postiuc. O contribuție semnificativă la educația campionilor și a premianților a avut-o antrenorul principal al naționalei Moldovei, P. Caduc, dar și alți antrenori precum L. Tomșa, V. Cazanji, M. Certîcovțev, A. Dovgopol, G. Bugneac și V. Simac. De o autoritate binemeritată pre arena internațională se bucură și armitrul AIBA - arbitrul Jocurilor Olimpice de la Beijing A. Kaigorodov și judecătorul AIBA V. Bandalac.

## Realizări, titluri și nume de campioni
- Timofei Screabin, MES, Chișinău, medaliat cu bronz la Jocurile Olimpice, a.1988, Seul, medaliat cu argint la Campionatul  Europei, a.1989, Polonia, medaliat cu bronz la Cupa Mondială, a.1998, China
- Vitalie Grușac, MES, Grimăncăuți, medaliat cu bronz la Jocurile Olimpice, a.2000, Sidney, finalist  al Cupei Europei, a.1999, Ucraina, participant la Jocurile Olimpice, a.2004, Athena, campion al Jocurilor Balcanice
- Igor Samoilenco, MSCI, Tiraspol, participant la Jocurile Olimpice, a.1996, Atlanta, participant la Jocurile Olimpice, a. 2004 , Athena, medaliat cu bronz la Campionatul Europei,  a.2002, Permi, medaliat cu bronz la Cupa Europei, a.1999, Ucraina
- Veaceslav Gojan, MSCI, Grimăncăuți, medaliat cu argint la Campionatul Europei, a.2002, Permi, laureat și învingător al multor competiții internaționale de categoria  «А»,
- Оctavian Țâcu, MSCI, Chișinău, participant la Jocurile Olimpice, a.1996, Atlanta, finalistul Cupei Europei, a.1999, Ucraina
- Ivan Gaivan, MSCI, Chișinău, medaliat cu bronz la Campionatul Europei, a.  2002, Permi
- Мihail Muntean, MSCI, Grimăncăuți, medaliat cu argint la Campionatul Mondial al Studenților, a.2002, Cazahstan
- Ion Gonța, MSCI, Chișinău, medaliat cu argint la Cupa Europei, a.1999, Ucraina și multe altele. alții

## Numele și funcțiile conducătorilor federației[2]
Vasile Chirtoca - Președintele Federației și Prezidiului, Maestrul în sport;

#### Membrii Prezidiului
- Președintele Prezidiului, Președintele Federației - Chirtoca Vasilii (Chișinău)
- Membru al prezidiului, Vicepreședinte - Certîcovțev Maxim (Tiraspol)
- Membru al prezidiului, Vicepreședinte - Chirtoca Alexei (Chișinău)
- Membru al prezidiului - Caduc Petru (Grimăncăuți)
- Membru al prezidiului - Kaigorodov Anatolii (Chișinău)
- Membru al prezidiului - Guranda Serghei (Bălți)
- Membru al prezidiului - Ceacusta Dmitrii (Comrat)

Rezervă:
- Trubițin Victor (Bender)
- Buhaniuc M.

## Comisia de antrenori:[3]
- Președinte - Buhaniuc M
- Membru al Consiliului - Gojan Veaceslav (Grimăncăuți)
- Membru al Consiliului - Coniuhov Alexandr (Tiraspol)
- Membru al Consiliului - Caduc Petru (Grimăncăuți)
- Membru al Consiliului - Paraschiv Iurie (Chișinău)
- Membru al Consiliului - Lazarev Andrei (Ceadîr-Lunga)
- Membru al Consiliului - Cernencov Igor (Bălți)

## Comisia tehnică și de arbitri:
- Președinte - Kaigorodov Anatolii (Chișinău)
- Secretar - Pîca Anatolie (Chișinău)
- Membru al Comisiei - Grosul Vladimir (Tiraspol)

## Comisia sportivilor:[4]
- Președinte - Scriabin Timofei (Chișinău)
- Membru al Comisiei - Andreev Anatolii (Tiraspol)
- Membru al Comisiei - Paraschiv

## Comisia Veteranilor:
- Președinte - Nichitin Vadim (Chișinău)
- Secretar al Comisiliului - Guranda Serghei (Bălți)
- Membru al Comisiliului - Gușan Andrei (Chișinău)
- Membru al Comisiliului - Bugneac Gheorghe (Chișinău)
- Membru al Comisiliului - Arachelov Petru (Chișinău)

## Comisia de cenzori:[5]
- Președinte - Novicov Vladimir (Chișinău)
- Secretar al Comisiliului - Bondarenco Alexandr (Chișinău)
- Membru al Comisiei - Savcov N.[6]

## Comisia de apel:[7]
- Președinte - Savkov Nicolai (Chișinău)
- Secretar al Comisiliului - Bondarenco Alexandr (Chișinău)
- Membru al Comisiei - Novicov V.

## Comisia Antidoping:[8]
- Președinte - Kaigorodov Anatolii (Chișinău)
- Secretar al Comisiliului - Macari Oleg (Chișinău)
- Membru al Comisiei - Gojan Veaceslav

## Comisia medicală:[9]
- Președinte - Toncoglaz Maia (Chișinău)
- Secretar - Gribincea Valentina (Chișinău)

## Participarea în cadrul campionatelor
Pe parcursul existenței sale, sportivii și boxerii din Republica Moldova au participat la toate competițiile prestigioase. Acestea au revenit acasă cu noi titluri, premii și victorii importante. Boxerii moldoveni s-au mers întotdeauna cu încredere spre obiectivele propuse, motiv pentru care au obținut succese la Jocurile Olimpice din anii 1996, 1988, 2000, 2004; Cupa Mondială din 1998, precum și mai multe Campionate Europene și diverse turnee internaționale. Tradițiile maeștrilor sunt continuate de tinerii boxeri care, participând la diferite campionate europene și mondiale, adaugă numeroase premii la vistieria Federației.

## Cooperare cu organizații internaționale
Federația de Box din Republica Moldova colaborează în activitățile sale cu toate organizațiile sportive internaționale. Turneul, în rândul profesioniștilor, desfășurat recent la Chișinău  a fost foarte apreciat de Federația Internațională de Box (IBF).

## Departamentul de box olimpic (amator).
Departamentul Boxului Olimpic (amatori) (numit și Biroul Open Boxing (AOB)) este organul de specialitate prin intermediul căruia Federația gestionează proba de box olimpică (amatori) în cadrul și conform Regulamentelor AIBA. Structura organizatorică, atribuțiile, Regulamentul de activitate al Departamentului Boxului Olimpic (amatori) se aprobă de către Biroul Federal. Președintele Federației sau unul dintre Vicepreședinți conduce Departamentul Boxului Olimpic (amatori). Departamentul Boxului Olimpic (amatori) activează în conformitate cu Regulamentul și programul aprobat de către Biroul federal și în temeiul indicațiilor Președintelui Federației.

## Departamentul Boxului Profesionist
Președintele Departamentului - Alexei Chirtoca (Chișinău)

## Comisia de Arbitri a Departamentului boxului Profesionist:
- Președintele Comisiei - Anatolie Kaigorodov (Chișinău)
- Secretarul comisiei - Seghei Freiuc (Chișinău)
- Membru al comisiei - Anatolie Pîca (Chișinău)

## Comisia Medicală a Departamentului boxului Profesionist:
- Președintele comisiei - Maia Toncoglaz (Chișinău)
- Secretarul Comisiei - Valentina Gribincea (Chișinău)

În cadrul Federației de Box a Republicii Moldova, care este și singura structură autorizată de acest gen din țară și care are dreptul să gestioneze boxul ca sport, activează și Departamentul boxului Profesionist, care organizează și dezvoltă boxul profesionist.
În cadrul Departamentului boxului Profesionist există divizii, direcții, structuri de box profesionist, stabilite de Prezidiul Federației. Departamentul de box profesionist este condus de unul dintre vicepreședinții federației. Departamentul boxului profesionist acționează în conformitate cu Regulamentul și programul aprobat de Prezidiu și pe baza instrucțiunilor Președintelui Federației. 